# Контрада Сант'Ана I (Кротоне)
Контрада Сант'Ана I је насеље у Италији у округу Кротоне, региону Калабрија.
Према процени из 2011. у насељу је живело 66 становника. Насеље се налази на надморској висини од 160 м.